# Équipe des Samoa de rugby à XV à la Coupe du monde 1999
L'équipe des Samoa a été éliminée en match de barrage pour la qualification en quart de finale de la Coupe du monde de rugby 1999 par l'équipe d'Écosse.

## Résultats

### Résultats de la Poule D
- 3 octobre : Samoa 43-9 Japon
- 10 octobre : Argentine 32-16 Samoa
- 14 octobre : Samoa 38-31 Pays de Galles

### Classement final de la Poule D
|                 | MJ | V | N | D | PP  | PC  | Pts |
| --------------- | -- | - | - | - | --- | --- | --- |
| Galles          | 3  | 2 | 0 | 1 | 118 | 71  | 7   |
| Samoa (bar)     | 3  | 2 | 0 | 1 | 97  | 72  | 7   |
| Argentine (bar) | 3  | 2 | 0 | 1 | 83  | 51  | 7   |
| Japon           | 3  | 0 | 0 | 3 | 36  | 140 | 3   |

### Barrage
- 20 octobre : Écosse 35-20 Samoa à Murrayfield, Édimbourg

## Composition de l'équipe des Samoa
Les joueurs suivants, sélectionnés par Bryan Williams ont joué pendant cette coupe du monde 1999. Les noms en gras indiquent les joueurs qui ont joué le plus souvent titulaires.

### Première ligne
- Robbie Ale (4 matchs, 3 comme titulaire)
- Polo Asi (1 matchs, 1 comme titulaire)
- Trevor Leota (4 matchs, 4 comme titulaire)
- Onehunga Matauiau (3 matchs, 0 comme titulaire)
- Mike Mika (3 matchs, 0 comme titulaire)
- Brendan Reidy (4 matchs, 4 comme titulaire)

### Deuxième ligne
- Lio Falaniko (2 matchs, 2 comme titulaire)
- Opeta Palepoi (2 matchs, 1 comme titulaire)
- Sene Ta'ala (4 matchs, 2 comme titulaire)
- Lama Tone (4 matchs, 4 comme titulaire)

### Troisième ligne
- Isaac Fe'aunati (1 matchs, 0 comme titulaire)
- Craig Glendinning (3 matchs, 3 comme titulaire)
- Pat Lam (4 matchs, 4 comme titulaire) 4 fois capitaine
- Junior Paramore (3 matchs, 3 comme titulaire)
- Semo Sititi (3 matchs, 1 comme titulaire)
- Kalolo Toleafoa (1 match, 0 comme titulaire)

### Demi de mêlée
- Steven So'oialo (4 matchs, 4 comme titulaire)

### Demi d’ouverture
- Stephen Bachop (4 matchs, 4 comme titulaire)
- Earl Va'a (3 matchs, 0 comme titulaire)
- Tanner Vili (1 match, 0 comme titulaire)

### Trois-quarts centre
- Jon Clarke (1 match, 0 comme titulaire)
- Terry Fanolua (2 matchs, 1 comme titulaire)
- George Leaupepe (3 matchs, 2 comme titulaire)
- Va'aiga Tuigamala (4 matchs, 4 comme titulaire)
- To'o Vaega (3 matchs, 3 comme titulaire)

### Trois-quarts aile
- Brian Lima (4 matchs, 4 comme titulaire)
- Afato So'oalo (2 matchs, 2 comme titulaire)
- Filipo Toala (1 match, 0 comme titulaire)

### Arrière
- Silao Leaega (4 matchs, 4 comme titulaire)
- Mike Umaga (0 match, 0 comme titulaire)